# 日耶夫尔站
日耶夫尔站是法国的一个铁路车站，位于法国卢瓦-谢尔省市镇日耶夫尔。

## 位置
日耶夫尔站位于日耶夫尔市区的北部，维耶尔宗－圣皮埃尔代科尔铁路231.690公里处，同时也是勒布朗－阿尔让窄轨铁路的218.572公里处，距离图尔大约80公里。车站大致呈东西走向，主站房位于铁路线南侧。
由于两条铁路线的轨距不同，因此无法开行跨线车。

## 站台设置
| 北↑ |             |                              |               |
|     |             | （存车线，基本废弃）         |               |
|     | 岛式        |                              |               |
| B道 |             | 勒布朗－阿尔让铁路           | 萨勒布里方向→ |
| A道 |             | 勒布朗－阿尔让铁路           | ←瓦朗赛方向   |
|     | 岛式        |                              |               |
| 2道 |             | 维耶尔宗－圣皮埃尔代科尔铁路 | 维耶尔宗方向→ |
| 1道 |             | 维耶尔宗－圣皮埃尔代科尔铁路 | ←图尔方向     |
|     | 侧式 主站房 |                              |               |
| 南↓ |             |                              |               |

## 停靠线路
以下列车线路在日耶夫尔站停靠：
| 日耶夫尔站列车线路表        |                         |                |              |              |
| 线路                        | 车种                    | 上一站         | 下一站       | 大致运行频率 |
| 讷韦尔/布尔日/维耶尔宗—图尔 | TER Centre-Val-de-Loire | 谢尔河畔自由城 | 谢尔河畔塞勒 | 每天9趟左右  |
| 里昂—图尔                   | TER Centre-Val-de-Loire | 谢尔河畔自由城 | 谢尔河畔塞勒 | 每天1趟      |
| 萨勒布里/罗莫朗坦—瓦朗赛    | TER Centre-Val-de-Loire | 普吕涅         | 沙布里       | 每天7趟左右  |
| 1.                          |                         |                |              |              |

## 配套交通

### 长途客车
日耶夫尔站附近暂无常规客运线路经过。当某条铁路线施工或罢工时，SNCF可能会提供途径该线路沿途站点的大巴车。

### 市内交通
日耶夫尔站附近暂无城市公共交通线路。

### 社会车辆
日耶夫尔站门口设有社会车辆停车场。

## 临近车站
| 日耶夫尔站（Gare de Gièvres）  |                              |                        |
| 上行车站                       | 线路                         | 下行车站               |
| 谢尔河畔自由城站 7.9km ←       | 维耶尔宗－圣皮埃尔代科尔铁路 | 谢尔河畔塞勒站 → 9.3km |
| 普吕涅站 4.2km ←               | 勒布朗－阿尔让铁路（窄轨）   | 沙布里站 → 3.5km       |
| - 本表仅显示运营中的线路及车站 |                              |                        |